# Sonic the Hedgehog (videójáték)
A Sonic the Hedgehog (ソニック・ザ・ヘッジホッグ;  Szonikku za heddzsihoggu) egy platformjáték, melyet a Sonic Team fejlesztett és a Sega adott ki a Mega Drive/Genesis konzolra. Ez a legelső játék a Sega leghíresebb, Sonic the Hedgehog videójáték-sorozatában, egyben a Sonic Team legelső címe is. 1991-ben jelent meg, először Amerikában és Európában, majd Japánban. Az egyértelműség kedvéért sokszor Sonic the Hedgehog 1 vagy simán Sonic 1 néven említik.

## Játékmenet
A játékban Sonicnak, a kék sünnek meg kell akadályoznia, hogy a gonosz Dr. Robotnik (vagy akár Eggman) összegyűjtse a hét Káosz Smaragdot (Chaos Emerald), amelyekkel el akarja foglalni Déli Szigetet (South Island). A játékosnak át kell juttatnia Sonicot a hat, egyenként 3 részből (act) álló zónán (zone). Minden harmadik rész végén a játékos magával Dr. Robotnikkal néz szembe.
A játék világai/zónái sorrendben:
- Green Hill Zone (Zöld Domb Zóna)

A legelső pálya egy Zöld Domb ami kockás színű és nem túl nehéz, mára jelképesen Sonic otthonává vált.
- Marble Zone (Márvány Zóna)

Egy vulkanikus romokkal és lávával teli hely.
- Spring Yard Zone (Rugó Udvar Zóna)

Rugózás és pattogás jellemzi a játék harmadik zónáját.
- Labirynth Zone (Labirintus Zóna)

Újabb rom, de vízzel, lándzsákkal, és sok csapdával.
- Star Light Zone (Csillagfény Zóna)

Egy éjszakai nagyváros szakadékokkal.
- Scrap Brain Zone ("Hulladék Központ" Zóna)

Eggman bázisa. Az első rész kívül játszódik, a második belül, a harmadik viszont a bázis alatti romokban.
- Final Zone (Végső Zóna) A játék befejező zónája, csak egy bossharcból áll.

A játékmenet Sonic nagy sebességű futásán, ugrásán és gördülésén alapszik. A pályák sok lejtőt, szakadékot, hurkot és rugót tartalmaznak, így nagy sebességet érhetünk el. Rendkívül fontosak a sorozatra jellemző, gyűjthető aranygyűrűk, melyek elszórva találhatók a pályákon. Amíg Sonic legalább egy gyűrűvel rendelkezik, nem "hal meg", ha találat éri. Ehelyett az összes gyűrűjét elveszti, és néhány szétszóródik körülötte, melyeket még gyorsan újra be lehet gyűjteni, mielőtt eltűnnének. Ha gyűrű nélkül sérülünk meg, akkor elvesztünk egy "életet".
Bármilyen védelme is legyen (gyűrűk, pajzs, sérthetetlenség), Sonic mindenképp meghal, ha "összenyomódik"(beszorítja egy mozgó fal), megfullad(lejár felette víz alatt a számláló,és addig nem vesz be légbuborékot), szakadékba esik(jellemző az 1.,3.,5.,6. zónában), vagy ha lejár a 10 perces időhatár.
A pályákon való továbbjutást a lámpaoszlopok segítik, amik ellenőrzőpontként szolgálnak. Ha Sonic megérintett egy ilyet, ettől a ponttól folytathatja a pályát, ha később meghal.
A játék ellenségei a különféle robotok, avagy "badnik"-ek – ezek fémtestbe zárt kisállatok, melyek azonnal kiszabadulnak, ha elpusztítottuk a robot vázát. Minden badnik egy ütéssel legyőzhető, ám zónáról zónára változó módszerrel. Van, amelyik csak megadott úton halad, mások megpróbálnak a játékosnak rontani, néhányat pedig el sem lehet pusztítani. Ezek mellett figyelni kell a veszélyes tüskékre, lezuhanó talajokra és a különféle halálcsapdákra. Vannak helyek, ahol a fulladásveszély is fennáll, Sonic kb. 15-20 másodpercig bírja ki egy levegővel (légbuborékokkal ez meghosszabbítható).

## Fejlesztés
A Sonic the Hedgehog fejlesztése 1990 áprilisában kezdődött, miután a Sega elrendelte egy új kabala-játék tervezését. Az ötfős AM-8 fejlesztőrészleg átnevezte magát Sonic Team-é és megkezdte a sün főszereplőjű játék fejlesztését. A legfontosabb nevek közé tartozik Naoto Ohshima rajzoló, Yuji Naka programozó,  Hirokazu Yasuhara tervező, és Masato Nakamura zeneszerző.

### Zene
A játék a fedélzeti Zilog Z80 és Yamaha YM2612 szintetizátor hang chipet használja a sztereó hang effektek és zenék létrehozására. Máig is rendkívül elismert és népszerű a dinamikus, karakteres zenéje, és sok remix készül belőle a mai napig is. A játék zenéjét Masato Nakamura, a népszerű japán J-Pop zenekar, a Dreams Come True tagja szerezte.

## Verziók és kiadások
Az Amerikában és Európában kiadott első verzióból hiányoztak egyes grafikai effektek, melyek csak a későbbi japán kiadásba kerültek bele. Ilyen például a függetlenül mozgó felhőzet-rétegek, árnyaltabb vízeffektek, és egyéb apróságok. A japán verzióban szintén kijavították a „tüske bugot” is (amitől Sonic azonnal meghal, ha egy tüskére esik vissza, mert nem kap ideiglenes sérthetetlenséget).
Ezek mellett egy hibás szinkronizálás miatt a PAL verzió (Európa) kb. 17%-kal lassabban fut (játék és zene egyaránt), mint az NTSC verzió, mivel előbbinél csak 50 Hz a frissítési arány az utóbbi 60 Hz-éhez képest.

## Hatás és utóélet
Elsősorban a Sonic the Hedgehog-nak köszönhető a Genesis elterjedése és népszerűvé válása Észak Amerikában. Megjelenése után hamar a konzolhoz csomagolt játékká vált, melyet később a folytatása, a Sonic the Hedgehog 2 vett át. A játék sok újítást hozott a játékvilágba és nagyban segítette a 16 bites korszak fellendülését. Általánosan elfogadott, hogy ez minden idők egyik legjobb és legmeghatározóbb videójátéka. Legfontosabb, hogy ötvözte a nagy sebességet a hagyományos platform elemekkel, emellett érdekes és egyedi pályaelemeket mutatott be, mint a rugók, hurkok, és aranygyűrűk, amelyek már elválaszthatatlan elemei a sorozatnak.
A játék nagy kritikai és kereskedelmi siker lett. 2007. november 19-ig bezárólag összesen 4 millió példányt adtak el belőle, mellyel a második legsikeresebb Genesis játék a Sonic 2 után, mely 6 millió példánnyal az első.

## Fordítás
- Ez a szócikk részben vagy egészben  a   Sonic the Hedgehog (video game) című angol Wikipédia-szócikk fordításán alapul.  Az eredeti cikk szerkesztőit annak laptörténete sorolja fel. Ez a jelzés csupán a megfogalmazás eredetét és a szerzői jogokat jelzi, nem szolgál a cikkben szereplő információk forrásmegjelöléseként.